# Rivulus punctatus
Rivulus punctatus är en fiskart som beskrevs av Boulenger, 1895. Rivulus punctatus ingår i släktet Rivulus och familjen Rivulidae. Inga underarter finns listade i Catalogue of Life.